# 蟹爪盾蕨
蟹爪盾蕨（学名：Neolepisorus ovatus f. doryopteris）为水龙骨科盾蕨属下的一个变型。

## 扩展阅读
- 維基物種上的相關：蟹爪盾蕨